# Liz Torres
Pour les articles homonymes, voir Torres.
Elizabeth Larrieu "Liz" Torres (née le 27 septembre 1947) est une actrice, chanteuse et comédienne américaine. Elle est principalement connue pour avoir interprété le rôle de Mahalia Sanchez dans la comédie The John Larroquette Show entre 1993 et 1996, pour lequel elle a été nommée aux Primetime Emmy Awards et Golden Globes Awards. Elle est également connue pour son rôle de Patricia "Miss Patty" LaCosta dans la série dramatique de The WB, Gilmore Girls, entre 2000 et 2007.

## Carrière
Torres a commencé sa carrière en tant que comédienne et chanteuse en travaillant la nuit dans des discothèques avec son amie Bette Midler. En 1971, elle a été repérée par Johnny Carson, le producteur de The Tonight Show, et invitée à son émission afin de faire un stand-up. Elle a fait ses débuts au cinéma en 1969 en interprétant une prostituée dans un film à faible budget intitulé Utterly Without Redeeming Social Value.
En 1973, Torres joue le rôle de Morticia dans The Addams Family Fun House, qui était une comédie musicale adaptée de la série originale. De 1975 à 1976, elle devient un membre régulier de la distribution de la sitcom Phyllis, qui est un spin-off de la série The Mary Tyler Moore Show, remplaçant Barbara Colby dans le rôle de Julie Erskine. En 1975, elle enregistre un single de musique disco intitulé "Hustle Latino" sur RCA Records, qui est arrangé, conduit et produit par Michael Zager. Elle apparait d'ailleurs dans l'émission de Dick Clark American Bandstand pour interpréter sa chanson. Au début de l'année 1981, elle a également joué aux côtés de Marla Gibbs dans la sitcom Checking In, un bref spin-off de The Jeffersons,. Elle avait aussi un rôle récurrent dans All in the Family, puis est apparue en tant qu'invitée dans Love, American Style, Capitaine Furillo, La Loi de Los Angeles, Côte Ouest, Ally McBeal et Une nounou d'enfer.
En 1990, Torres a été nommée pour un Primetime Emmy Award de la meilleure actrice invitée dans une série télévisée comique pour sa performance dans The Famous Teddy Z. Au théâtre, elle est apparue dans The Ritz dans le rôle de Googie Gomez, Man of La Mancha dans la peau d'Aldonza, House of Blues en interprétant Bunny, et A Million To Juan en 1994 en tant que Madame Delgado. Après avoir interprété le rôle d'une chanteuse décédée devenue un ange dans la série dramatique de Donald P. Bellisario, Code Quantum, Torres est devenue une actrice récurrente d'une autre série de Bellisario, Tequila et Bonetti, interprétant une voyante qui entend les pensées du chien Tequila. De 1993 à 1996, elle joue le rôle de Mahalia Sanchez dans la sitcom The John Larroquette Show. Pour sa performance, elle reçoit deux nominations aux Primetime Emmy Award de la meilleure actrice dans un second rôle dans une série télévisée comique et Golden Globe Award. Torres a également été nommée deux fois aux American Comedy Awards pour la Meilleure Performance Télévisée.
En 1997, Torres joue aux côtés d'Annie Potts dans la sitcom Over the Top. Elle jouera plus tard dans First Monday et American Family. De 2000 à 2007, elle devient un membre semi-régulier de la série Gilmore Girls, dans laquelle elle joue une habitante de Stars Hollow, également professeur de danse, dénommée Miss Patty (Patricia LaCosta), une ancienne danseuse étoile à Broadway qui s'est mariée quatre fois et qui connaissait des stars telles que Bette Davis, mais qui s'intéressera plus tard aux potins qui circulent dans sa ville. Torres apparait également en tant qu'invitée dans Ugly Betty, Desperate Housewives, Private Practice, Scandal et Devious Maids.

## Vie privée
Torres est née dans le quartier du Bronx à New York, où ses parents s'étaient installés après avoir quitté Puerto Rico. C'est également là-bas qu'elle est allée au collège et au lycée.
Torres vit actuellement à Los Angeles, en Californie, où elle est membre du conseil d'administration du Write Act Repertory. Elle est mariée au producteur cinématographique Pete Locke.